# Cartografia della Luna
Per la cartografia della Luna, l'Unione Astronomica Internazionale ha convenzionalmente suddiviso la superficie del satellite secondo due reticolati. Il primo, adatto a una rappresentazione in scala 1:2 500 000, definisce 30 maglie. Il secondo, adatto a una rappresentazione in scala 1:1 000 000, definisce 144 maglie.
Alle maglie del primo reticolato è stato assegnato un codice di tipo LQ-n, a quelle del secondo uno di tipo LAC-n. In entrambi i casi, n è il sequenziale assegnato alla maglia all'interno del reticolato di riferimento. LQ è l'acronimo di Lunar Quadrangle, LAC di Lunar Astronautical Chart.
In entrambi i reticolati, le maglie circumpolari sono di forma circolare e la numerazione delle maglie avviene da nord verso sud e da ovest verso est.

## Reticolato LQ

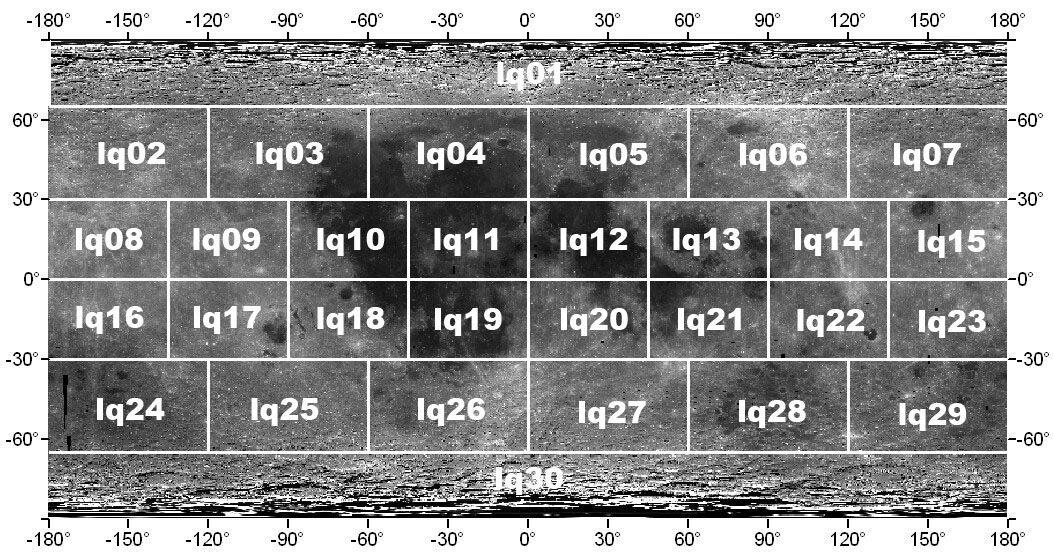
Schema d'insieme delle maglie del reticolato LQ

Le dimensioni delle maglie differiscono per numero di gradi di longitudine e latitudine coperti. Per ciascuno degli emisferi nord e sud sono state definite tre fasce di maglie.
- La prima fascia si estende tra gli 0° e i 30° N/S (rispettivamente per ciascun emisfero) ed è suddivisa in otto maglie di 45° di longitudine ciascuna.
- La seconda si estende tra i 30° N/S e i 65° N/S ed è suddivisa in sei maglie di 60° di longitudine ciascuna. Per entrambe queste fasce si è adottato come meridiano convenzionale per l'avvio della suddivisione in maglie quello posto a 180° E, ovvero il meridiano centrale della faccia nascosta della Luna.
- La terza fascia, che si estende oltre i 65° N/S, è composta dalla sola maglia circumpolare.

## Reticolato LAC

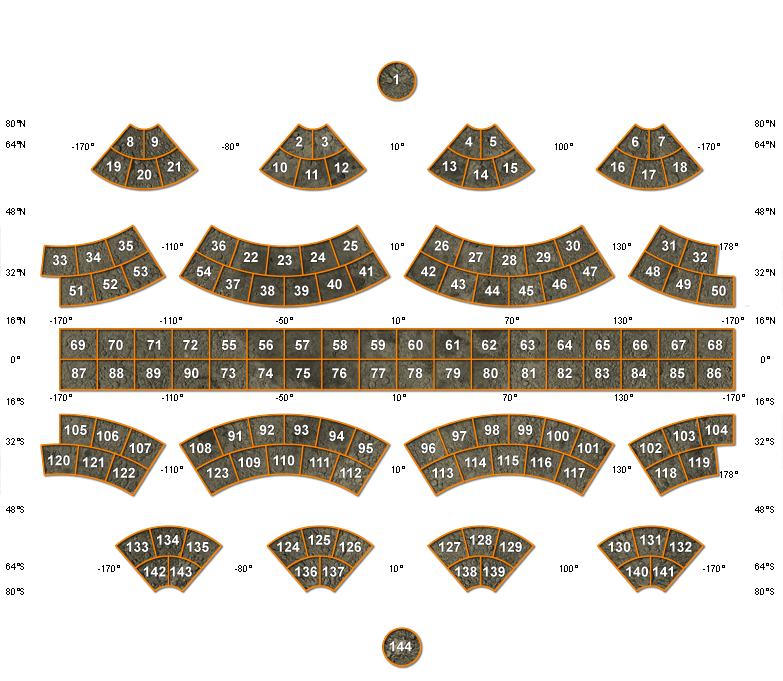
Schema d'insieme delle maglie del reticolato LAC

Tutte le maglie misurano 16° di latitudine, eccetto le due circumpolari che ne misurano 10. Le dimensioni delle maglie differiscono per numero di gradi di longitudine coperti. Per ciascuno degli emisferi nord e sud sono state definite sei fasce di maglia.
- La prima e la seconda fascia, che si estendono rispettivamente tra gli 0° e i 16° N/S e tra i 16° N/S e i 32° N/S, sono suddivise in diciotto maglie di 20° di longitudine ciascuna.
- La terza si estende tra i 32° N/S e i 48° N/S ed è suddivisa in quindici maglie di 24° di longitudine ciascuna.
- La quarta si estende tra i 48° N/S e i 64° N/S ed è suddivisa in dodici maglie di 30° di longitudine ciascuna.
- La quinta si estende tra i 64° N/S e gli 80° N/S ed è suddivisa in otto maglie di 45° di longitudine ciascuna.
- La sesta fascia, che si estende oltre gli 80° N/S, è composta dalla sola maglia circumpolare.

Il meridiano convenzionale per l'avvio della suddivisione in maglie di ciascuna fascia è quello posto a 90° W, tranne per la terza fascia che usa quello posto a 86° W. Questa scelta fa sì che il meridiano a 10° E sia l'unico a essere per tutte le fasce una linea di separazione tra due maglie.
44 maglie hanno ricevuto una denominazione basata su una caratteristica superficiale particolare presente nella maglia stessa.